# Physconia elegantula
Physconia elegantula är en lavart som beskrevs av Essl. Physconia elegantula ingår i släktet Physconia och familjen Physciaceae.   Inga underarter finns listade i Catalogue of Life.